# Verva ActiveJet Pro Cycling Team
Verva ActiveJet Pro Cycling Team (Kod UCI: VAT), w latach 2014–2015 ActiveJet Team (Kod UCI: AJT) – polska zawodowa grupa kolarska funkcjonująca w latach 2014–2016. W latach 2014–2015 występowała w dywizji UCI Continental Teams, a w sezonie 2016 w dywizji UCI Professional Continental Teams.
Grupa powstała pod koniec 2013 z inicjatywy Piotra Kosmali, znanego z działalności w grupie Mróz, a jej funkcjonowanie związana było z finansowaniem ze strony przedsiębiorstwa Action, właściciela marki ActiveJet. Drużyna zaczęła starty w sezonie 2014, przystępując do rywalizacji w dywizji UCI Continental Teams. Przed sezonem 2016 grupa pozyskała nowego sponsora – PKN Orlen, właściciela marki Verva Paliwa, dzięki czemu przystąpiła do dywizji UCI Professional Continental Teams, przyjmując nazwę Verva ActiveJet Pro Cycling Team. W kolejnych miesiącach, ze względu na problemy finansowe przedsiębiorstwa, Action zaprzestało jednak finansowania grupy, a po zakończeniu sezonu 2016 PKN Orlen zdecydował się zaangażować w sponsoring Polskiego Związku Kolarskiego, w związku z czym grupa została rozwiązana.

## Nazwa
Opracowano na podstawie:
- ActiveJet Team (2014–2015)
- Verva ActiveJet Pro Cycling Team (2016)

## Sezony

### 2016

#### Skład
| Skład drużyny 2016                       | Skład drużyny 2016   | Skład drużyny 2016 | Skład drużyny 2016      |
| Imię i nazwisko                          | Data urodzenia       | Państwo            | Poprzednia grupa        |
| ---------------------------------------- | -------------------- | ------------------ | ----------------------- |
| Stanisław Aniołkowski                    | 20 stycznia 1997     | Polska             |                         |
| Adrian Banaszek                          | 21 października 1993 | Polska             | Kolss-BDC (2015)        |
| Norbert Banaszek                         | 18 czerwca 1997      | Polska             |                         |
| Paweł Bernas                             | 24 maja 1990         | Polska             | BDC Marcpol (2014)      |
| Łukasz Bodnar                            | 10 maja 1982         | Polska             | Bank BGŻ (2013)         |
| Paweł Charucki                           | 14 października 1988 | Polska             | Domin Sport (2015)      |
| Paweł Cieślik                            | 12 kwietnia 1986     | Polska             | Whirlpool-Author (2015) |
| Paweł Franczak                           | 7 października 1991  | Polska             |                         |
| Kamil Gradek                             | 17 września 1990     | Polska             | BDC Marcpol (2014)      |
| Karel Hník                               | 8 sierpnia 1991      | Czechy             | Cult Energy (2015)      |
| Jonas Koch                               | 25 czerwca 1993      | Niemcy             | Rad-net Rose (2015)     |
| Michał Podlaski                          | 3 maja 1988          | Polska             | Bank BGŻ (2013)         |
| Jiří Polnický                            | 16 grudnia 1989      | Czechy             | Whirlpool-Author (2015) |
| Jordi Simón                              | 6 września 1990      | Hiszpania          | Team Ecuador (2015)     |
| Adam Stachowiak                          | 10 czerwca 1989      | Polska             | Kolss-BDC (2015)        |
| Daniel Staniszewski                      | 5 maja 1997          | Polska             |                         |
|                                          |                      |                    |                         |
| Źródła: ProCyclingStats Cycling Archives |                      |                    |                         |

#### Zwycięstwa
- 1. miejsce, 1. etap Grande Prémio de Liberty Seguros: Paweł Bernas
- 1. miejsce, 4. etap Volta ao Alentejo: Paweł Bernas
- 1. miejsce, klasyfikacja generalna Volta ao Alentejo: Paweł Bernas

### 2015

#### Skład
| Skład drużyny 2015      | Skład drużyny 2015  | Skład drużyny 2015 | Skład drużyny 2015              |
| Imię i nazwisko         | Data urodzenia      | Państwo            | Poprzednia grupa                |
| ----------------------- | ------------------- | ------------------ | ------------------------------- |
| Paweł Bernas            | 24 maja 1990        | Polska             | BDC Marcpol (2014)              |
| Łukasz Bodnar           | 10 maja 1982        | Polska             | Bank BGŻ (2013)                 |
| Paweł Brylowski         | 29 czerwca 1989     | Polska             |                                 |
| Konrad Dąbkowski        | 16 lutego 1989      | Polska             | BDC Marcpol (2013)              |
| Jesús Ezquerra          | 30 listopada 1990   | Hiszpania          | Leopard-Trek Continental (2013) |
| Paweł Franczak          | 7 października 1991 | Polska             |                                 |
| Mario González Salas    | 6 czerwca 1992      | Hiszpania          |                                 |
| Kamil Gradek            | 17 września 1990    | Polska             | BDC Marcpol (2014)              |
| Tomasz Mickiewicz       | 10 marca 1994       | Polska             | Wibatech-Brzeg (2013)           |
| David Muntaner          | 12 lipca 1983       | Hiszpania          |                                 |
| Arkadiusz Owsian        | 10 września 1993    | Polska             |                                 |
| Michał Podlaski         | 3 maja 1988         | Polska             | Bank BGŻ (2013)                 |
|                         |                     |                    |                                 |
| Źródło: ProCyclingStats |                     |                    |                                 |

### 2014

#### Skład
| Skład drużyny 2014      | Skład drużyny 2014  | Skład drużyny 2014 | Skład drużyny 2014              |
| Imię i nazwisko         | Data urodzenia      | Państwo            | Poprzednia grupa                |
| ----------------------- | ------------------- | ------------------ | ------------------------------- |
| Łukasz Bodnar           | 10 maja 1982        | Polska             | Bank BGŻ (2013)                 |
| Paweł Brylowski         | 29 czerwca 1989     | Polska             |                                 |
| Sławomir Chrzanowski    | 24 stycznia 1969    | Polska             | Favorit (2004)                  |
| Konrad Dąbkowski        | 16 lutego 1989      | Polska             | BDC Marcpol (2013)              |
| Jesús Ezquerra          | 30 listopada 1990   | Hiszpania          | Leopard-Trek Continental (2013) |
| Paweł Franczak          | 7 października 1991 | Polska             |                                 |
| Mario González Salas    | 6 czerwca 1992      | Hiszpania          |                                 |
| Tomasz Mickiewicz       | 10 marca 1994       | Polska             | Wibatech-Brzeg (2013)           |
| David Muntaner          | 12 lipca 1983       | Hiszpania          |                                 |
| Arkadiusz Owsian        | 10 września 1993    | Polska             |                                 |
| Emanuel Piaskowy        | 2 marca 1991        | Polska             |                                 |
| Michał Podlaski         | 3 maja 1988         | Polska             | Bank BGŻ (2013)                 |
|                         |                     |                    |                                 |
| Źródło: ProCyclingStats |                     |                    |                                 |

#### Zwycięstwa
- Mistrz świata w kolarstwie torowym – madison: David Muntaner
- 1. miejsce, 2. etap Memoriał Grundmanna i Wizowskiego: Konrad Dąbkowski
- 1. miejsce, 1. etap Wyścig Szlakiem Bursztynowym Hellena Tour: Konrad Dąbkowski
- 1. miejsce, 3. etap Wyścig Szlakiem Bursztynowym Hellena Tour: Konrad Dąbkowski
- 1. miejsce, 1. etap Wyścig Solidarności i Olimpijczyków: Konrad Dąbkowski
- 1. miejsce, Puchar Uzdrowisk Karpackich: Paweł Franczak
- 1. miejsce, Puchar Ministra Obrony Narodowej: Konrad Dąbkowski